# Dampfiella zellwegeri
Dampfiella zellwegeri är en kvalsterart som beskrevs av Sandór Mahunka 1997. Dampfiella zellwegeri ingår i släktet Dampfiella och familjen Dampfiellidae. Inga underarter finns listade i Catalogue of Life.